# 天地人 (小説)
『天地人』（てんちじん）は、火坂雅志の歴史小説。上杉家家老の直江兼続を主人公とする。2006年に発表された。『信濃毎日新聞』『福島民報』『山形新聞』『新潟日報』『奈良新聞』『佐賀新聞』『東愛知新聞』『紀伊民報』『釧路新聞』『津山朝日新聞』『東奥日報』『北鹿新聞』『岡山日日新聞』の13紙で、2003年10月より2006年4月まで、順次1年3カ月にわたり連載された。全460回。第13回中山義秀文学賞受賞作。
挿画は中村麻美による。

## あらすじ
越後国に覇を唱えた上杉謙信の下で薫陶を受け、「義」の精神を学び、そして戦国時代を生き延びた直江兼続。織田信長、豊臣秀吉、徳川家康など天下人とも真っ向から渡り合い、関ヶ原の戦いの後米沢に移封されるも、家臣領民の幸せを願い国造りに励んだ兼続の一生を描く。

## 単行本
- 天地人〈上〉天の巻 - ISBN 978-4140055533
- 天地人〈中〉地の巻 - ISBN 978-4140055540
- 天地人〈下〉人の巻 - ISBN 978-4140055557

## 映像化
- 『天地人』（NHK大河ドラマ、2009年）

## 漫画化
- 『天地人』全5巻 原作・火坂雅志、漫画・田中つかさ、脚本・小松江里子（宙出版、2009年）
- 『天地人 主従愛編』 原作・火坂雅志、漫画・霜月かいり（ジャイブ、2009年）
- 『天地人 盟友愛編』 原作・火坂雅志、漫画・定広美香（ジャイブ、2009年）
- 『天地人 師弟愛編 回雪抄』 原作・火坂雅志、漫画・結賀さとる（スクウェア・エニックス、2010年）